# 相互安全保障法

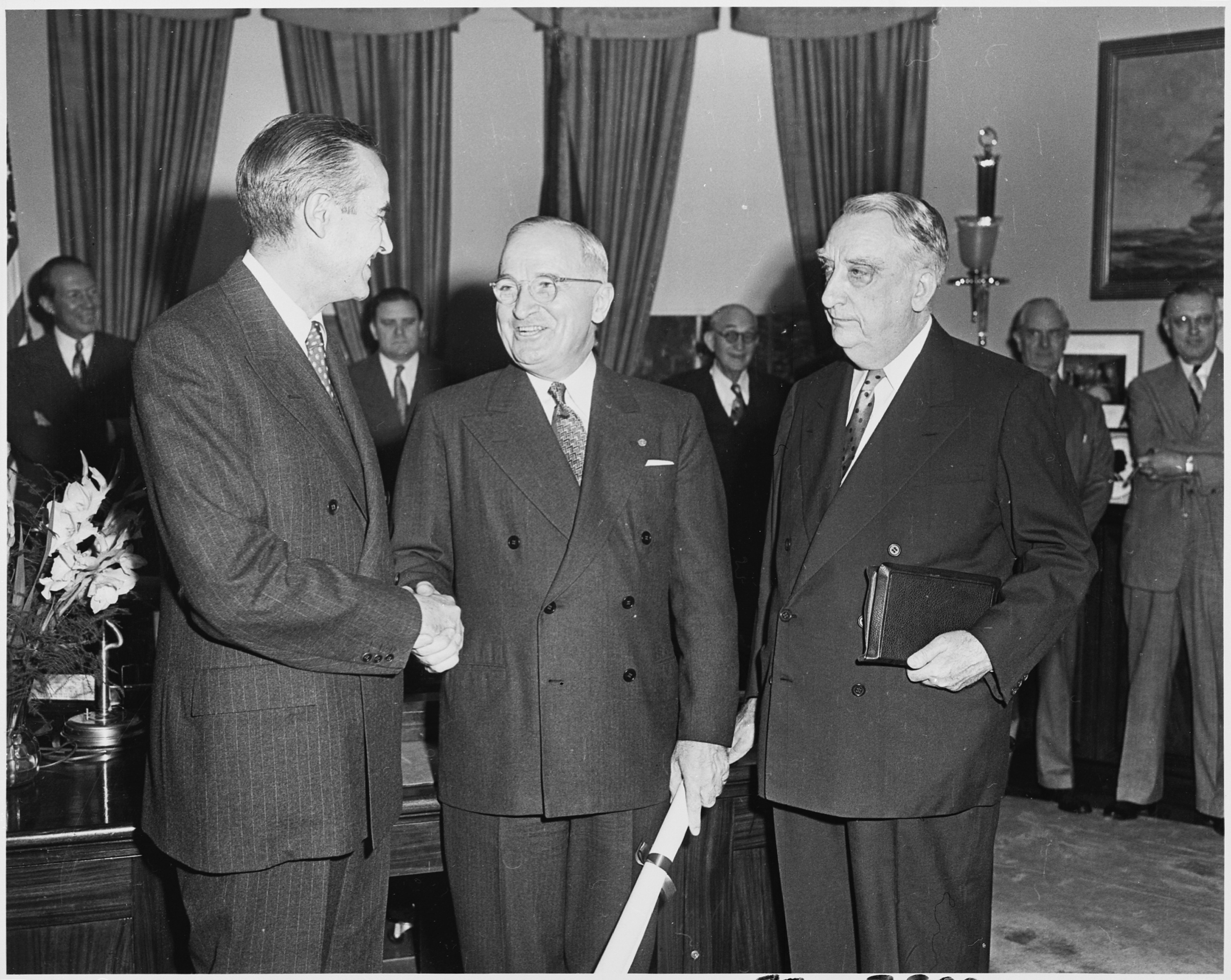
ホワイト・ハウスのオーヴァル・オフィスにて、アヴェレル・ハリマン（左）の相互安全保障庁長官就任を祝う、ハリー・S・トルーマン大統領（中央）。1951年10月31日

相互安全保障法（そうごあんぜんほしょうほう、英語: Mutual Security Act）は、1951年に施行されたアメリカ合衆国連邦法である。約75億ドルを支出して、マーシャル・プランをはじめとする外国援助を一本化した。
マーシャル・プランが1951年6月30日に終わると、議会は技術支援を伴う軍事と経済を併せ持つ新しい対外援助を行うことになった。1951年10月31日、議会はこの計画を第一次相互安全保障法として採決し、相互安全保障庁を創設して実現した。

## 概要
米国は1947年6月に「欧州復興計画（マーシャル・プラン）」を提唱し、翌年4月に援助実施機関「経済協力局 (Economic Cooperation Administration, ECA) 」を設置した。以後米国は100億ドルを越える援助を供与したが、朝鮮戦争の勃発（1950年6月）を大きな契機として、米国の援助政策は軍事援助優先型に移行した。
1951年6月のECA第13次報告は「諸国自らの努力と1948年以来の経済援助を通じて獲得された利益を維持しかつ増大せしめながら、拡大する経済の枠内で西欧の再軍備を支援していくことが、経済協力局の目的である」と、米国が国策として軍事援助を推進することを明言した。同年10月10日、相互安全保障法が成立し、軍事援助約60億4213万ドル、経済援助約14億4040万ドル、計約74億8279万ドルの支出が承認された、マーシャル・プラン援助は同法に基づく援助に吸収された。
10月31日、相互安全保障庁 (Mutual Security Agency) が設置され、アヴェレル・ハリマンが初代長官に就任した。12月29日にはECAが廃止され、相互安全保障庁が対外援助業務を継承した。以後、援助を受ける国は防衛力の強化を義務付けられた。
1952年1月には相互安全保障庁の出先機関として在欧特使事務所 (Office of the U. S. Special Representative in Europe) がパリに設置され、援助計画の調整事務を継承した。
米国はマーシャル・プランと並行して、対低開発地域援助（ポイント・フォア計画）を実施していたが、これも相互安全保障法に基づく援助に統合された。

## 註
1. ↑  マーシャル・プランがいつ終了したのかは曖昧で、論者によって様々な見解がある。法政大学大原社会問題研究所『社会・労働運動大年表』は「1951年12月31日終了」としているし、『ブリタニカ百科事典 第15版（第7巻）』の「マーシャル・プラン」の項には、「1948年4月から1951年12月まで」との説明がある (The New Encyclopædia Britannica (15th edition) Vol. 7, p. 881.) 。一方、永田実は「1951年6月末まで」との見解を採っている（永田『マーシャル・プラン――自由世界の命綱』　中央公論社（中公新書）、1990年、128頁）。
2. ↑  板垣與一編、佐藤和男訳『アメリカの対外援助―歴史・理論・政策』　日本経済新聞社、1960年、109頁。
3. ↑  Current Economic Developments, Foreign Relations of the United States 1951, Vol. I, p. 425. The Mutual Security Act of 1951, Office of the Clerk of the U.S. House of Representatives. 同法への署名に際するトルーマンの声明の原文はトルーマン図書館内資料を、邦訳はウィキソースを参照。
4. ↑  「“再軍備の推進を検討”　ハリマン長官言明　英首相らと会見」、1950年12月15日付朝日新聞（東京）1面（ロンドン13日発＝AFP特約）。
5. ↑  「ECA廃止　マ計画終る」、1951年12月30日付朝日新聞（東京）夕刊1面（パリ29日発＝ロイター特約）。
6. ↑  「MSA特集」『世界週報』第34巻第17号、時事通信社、1953年、36-37頁、ISSN 09110003。
7. ↑  川崎晴朗「欧州共同体が接受した初期の代表部」（『外務省調査月報』2006年第3号）、79頁。